# 感實性

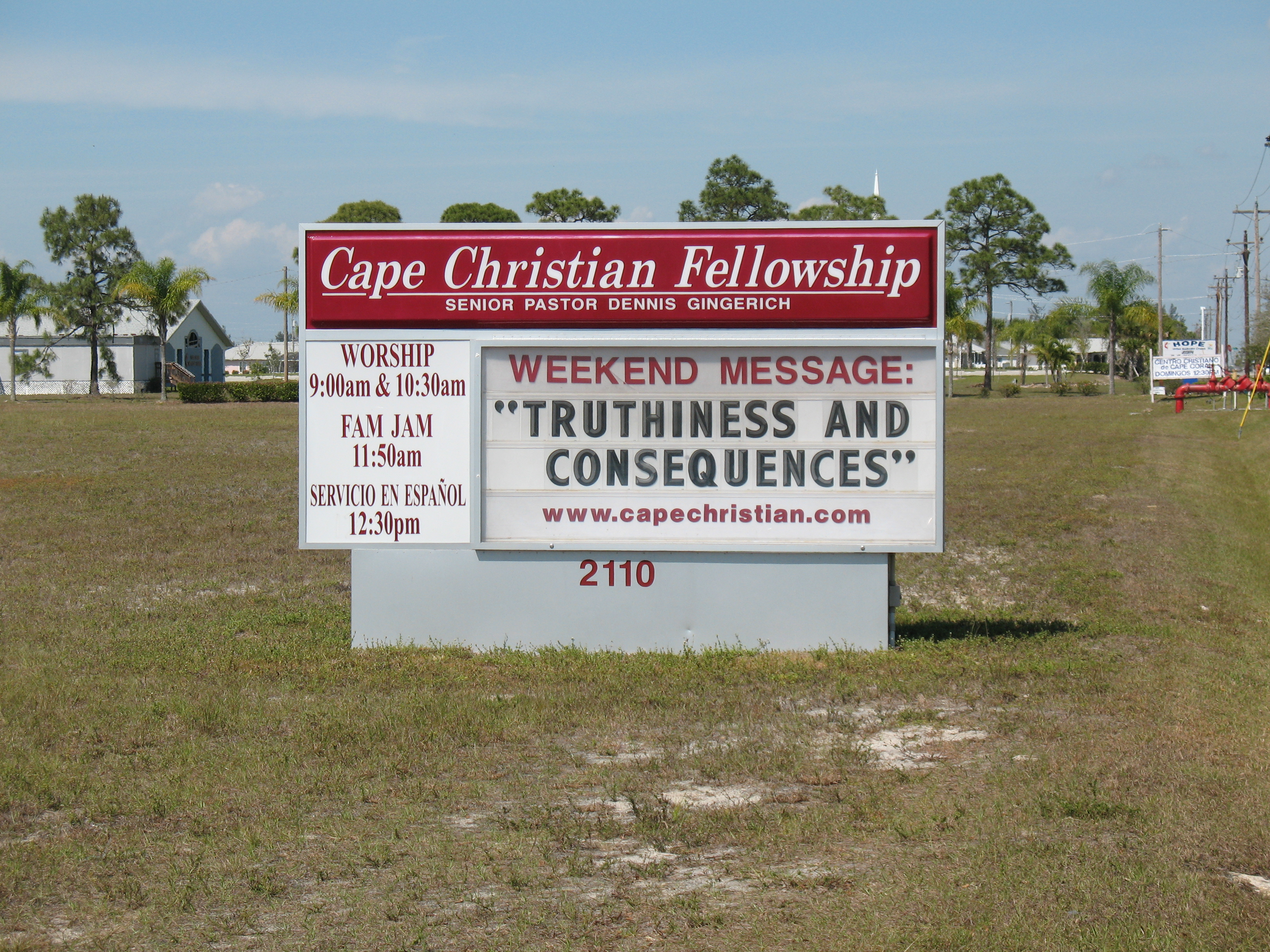
教堂的看板寫道: 「感實性及其後果」 (英文: “Truthiness and Consequences”)，3月10日攝於佛羅里達州的開普科勒爾

感實性或譯以为真实而非事实（Truthiness）是美國諷刺性喜劇演員史蒂芬·科拜爾所用的一個詞彙。該詞首用於2005年10月17日《科拜爾報告》的電視節目首集中。這一詞是用來形容一種“感覺上是真實”的特質。相對於真實性，感實性與事實和邏輯無關。對一事物之感實性的唯一衡量是單以直覺來感受此事物有多正確或可信。
此詞彙於2006年1月6日獲選為美國方言學會2005年度字彙。在2006年12月10日，又入選《韋氏詞典》2006年度字彙，擊敗了同時角逐此頭銜的字彙《谷歌》。

## 科拜爾對感實性的看法
在2005年10月5日的《科拜爾報告》中，史蒂芬·科拜爾對感實性有以下的看法：

“我要用平凡，簡單的英語對你說話;這給我們帶來了今晚的《字》：‘感實性’。現在，我敢肯定，一些‘文字警察’，《韋氏詞典 》那兒的‘wordinistas’ 會說，‘嘿，沒有這個詞啊’。好了，任何認識我的人知道我不是字典或參考書籍的迷。
我不信任書本。他們都只有事實，沒有心。而這正是今天造成我們國家分裂的因素。面對現實吧，鄉親們；我們是一個四分五裂的國家。此分裂不在於民主黨人和共和黨人，或者保守派和自由派，或頂部和底部。不是，我們之間的分別在於之那些用他們的頭腦去考慮，和那些用他們的心去知曉。
想想邁爾斯（Harriet Miers）的事。如果你‘考慮’ 哈里特·邁爾斯，當然，她的提名是荒謬的。但是布什總統沒有說他‘考慮'他的選擇。他說：
 ‘我知道她的心。’
請注意他如何一點也沒提到她的頭腦？他不用說。他感受到哈里特·邁爾斯的真理。
那伊拉克又是怎麼回事？如果你想想看，這個戰爭的正當理由也許是有幾個缺陷。但你難道不認為除掉薩達姆感覺起來很對？”

## 外部連結
- Video feed of Stephen introducing "Truthiness" on The Colbert Report （页面存档备份，存于）
- "Truthiness: a flash in the pan?" （页面存档备份，存于） from Language Log（英语：Language Log）
- Macmillan Dictionary on truthiness
- Global Language Monitor on Top Television Buzzwords